# Pozitronium
Pozitronium (Ps) je soustava složená z elektronu a jeho antičástice pozitronu, které jsou spojeny do exotického atomu. Orbitaly těchto dvou částic a složení energetických hladin jsou podobné jako v atomu vodíku složeného z elektronu a protonu. Z důvodu menší redukované hmotnosti jsou frekvence spojené s spektrálními čarami menší než poloviční ve srovnání s odpovídajícími čarami vodíku.
Pozitronium je nestabilní, obě částice spolu anihilují, aby v závislosti na relativním spinu stavů pozitronu a elektronu vyprodukovaly dva fotony záření gama po průměrné životnosti ve vakuu 125 pikosekund nebo tři fotony gama záření po 142 nanosekundách.